# Vought SB2U Vindicator
Il Vought SB2U Vindicator era un bombardiere in picchiata imbarcato, monomotore biposto e monoplano ad ala bassa, sviluppato dall'azienda aeronautica statunitense Vought negli anni trenta ed impiegato nelle aviazioni di marina di Stati Uniti d'America, Francia e Regno Unito durante la seconda guerra mondiale.

## Storia del progetto

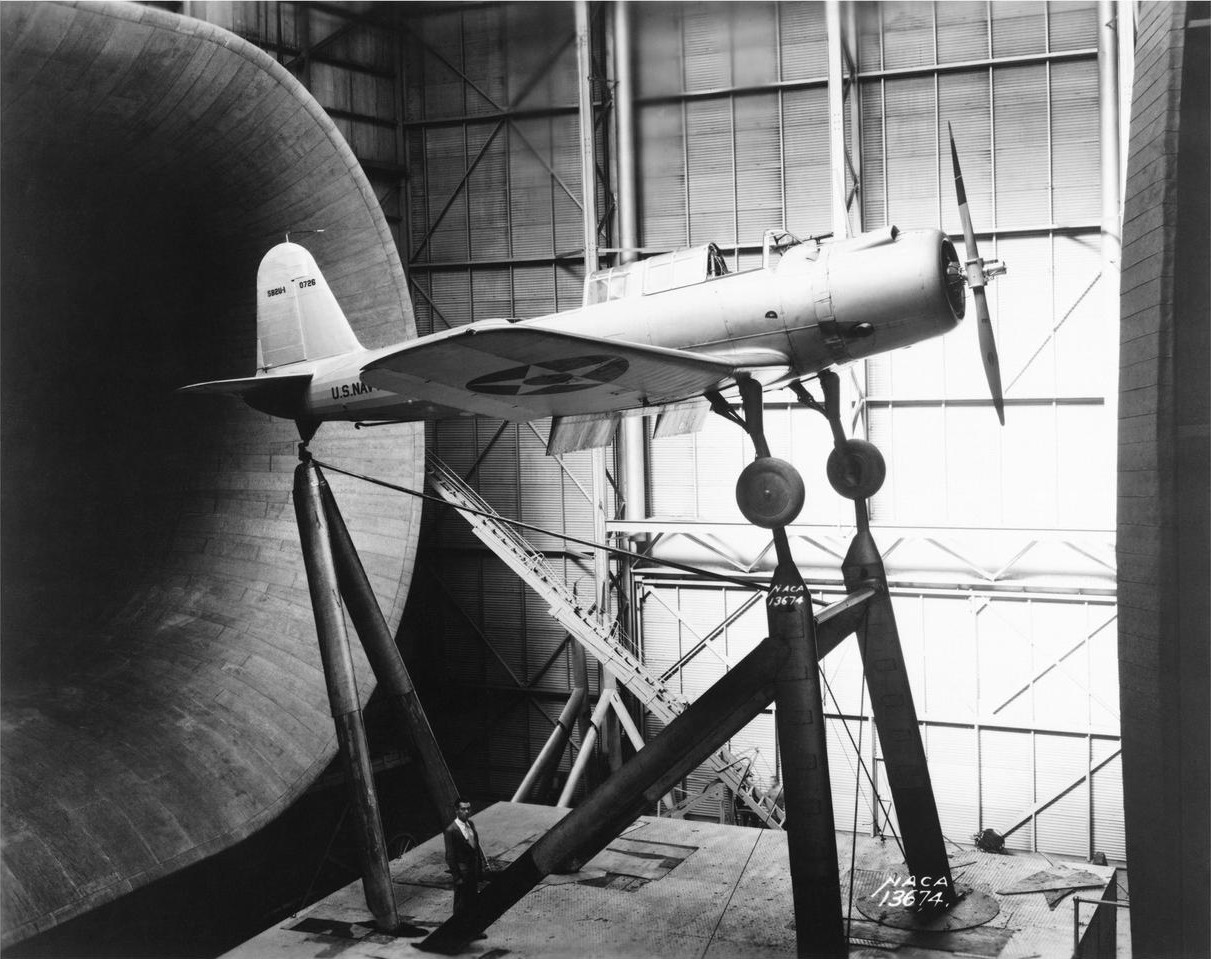
Il primo Vought SB2U-1 Vindicator di serie (BuNo 0726) durante i test nella galleria del vento presso il Langley Research Center della NACA ad Hampton, Virginia (USA), il 24 settembre 1937.

Il progetto del Vindicator nacque (con la sigla di progetto V-156) nel corso del 1935 quando il Bureau of Aeronautics (BuAer), dipartimento della United States Navy deputato alla gestione del materiale e tecnologia della propria componente aerea, avanzò alla Vought la richiesta per la costruzione di due prototipi, dalle differenti caratteristiche, allo scopo di valutare la costruzione di un nuovo velivolo da destinare a compiti di esplorazione e bombardamento (scout/bomber secondo la designazione all'epoca in vigore, da cui la sigla SB).
I due velivoli si presentavano rispettivamente in configurazione monoplana (designazione XSB2U) e biplana (XSB3U); le prove comparative furono svolte nell'estate del 1936 e le risultanze furono favorevoli alla formula monoplana che pure tradiva la diretta discendenza rispetto al biplano Vought SBU (realizzato peraltro solo tre anni prima) ed il 26 ottobre del medesimo anno, la Vought ricevette un ordine per 54 velivoli di serie (designazione SB2U-1), dotati di motore Pratt & Whitney R-1535, radiale a 14 cilindri raffreddato ad aria.
Lo sviluppo del Vindicator procedette con la versione SB2U-2 che recepiva modifiche di dettaglio e venne ordinata dall'US Navy in 58 esemplari.
Nel 1939 un esemplare della serie SB2U-2 venne modificato mediante la sostituzione del carrello d'atterraggio con galleggianti a scarponi; questo prototipo venne designato XSB2U-3 ma non ebbe alcun seguito produttivo.
La designazione SB2U-3 venne ripresa per identificare la terza versione di serie che differiva dalle precedenti per la blindatura dell'abitacolo, per la maggiore capacità dei serbatoi di carburante e per l'armamento difensivo di maggior calibro; l'ordine dell'US Navy per velivoli di questa versione ammontò a 57 unità. Da quest'ultima versione vennero derivati gli esemplari esportati in Francia e nel Regno Unito.

## Tecnica

### Struttura
Il Vindicator era un monoplano ad ala bassa dalla struttura completamente metallica con rivestimento in parte metallico ed in parte costituito da tela. Fu il primo aereo dell'US Navy ad ala bassa con il carrello retrattile; era dotato di estremità alari ripiegabili per lo stivaggio negli hangar delle portaerei e gancio d'arresto all'estremità posteriore della fusoliera.

### Motore
La propulsione era affidata al motore Pratt & Whitney R-1535, un 14 cilindri radiale a doppia stella raffreddato ad aria; impiegato nelle varianti R-1535-95 (SB2U-1 e SB2U-2) e R-1535-02 (SB2U-3, V-156 e V-156B-1) erogava, in entrambi i casi, la potenza di 825 hp.
L'elica era di tipo bipala; sul velivolo venne installato un sistema di inversione del senso di rotazione allo scopo di ridurne la velocità durante gli attacchi in picchiata, ma il suo impiego operativo non è certo e la riduzione della velocità sarebbe stata ottenuta mediante l'estrazione del carrello durante la fase d'attacco.

### Armamento
L'armamento difensivo era costituito da due mitragliatrici, una brandeggiabile disposta alla fine dell'abitacolo a disposizione del navigatore ed una fissa sistemata nella sezione centrale della semiala destra, sparante al di fuori del raggio dell'elica. Nelle prime due versioni le due armi erano di calibro 0.308 in (pari a 7,62 mm), mentre nella versione SB2U-3 vennero installate mitragliatrici da 0.50 in (12,7 mm).
Il carico offensivo consisteva in una bomba (per un massimo di 1 000 lb) trasportata su una sorta di culla disposta sotto l'abitacolo che, mediante un movimento basculante, ne consentiva il rilascio al di fuori del disco dell'elica.

## Impiego operativo

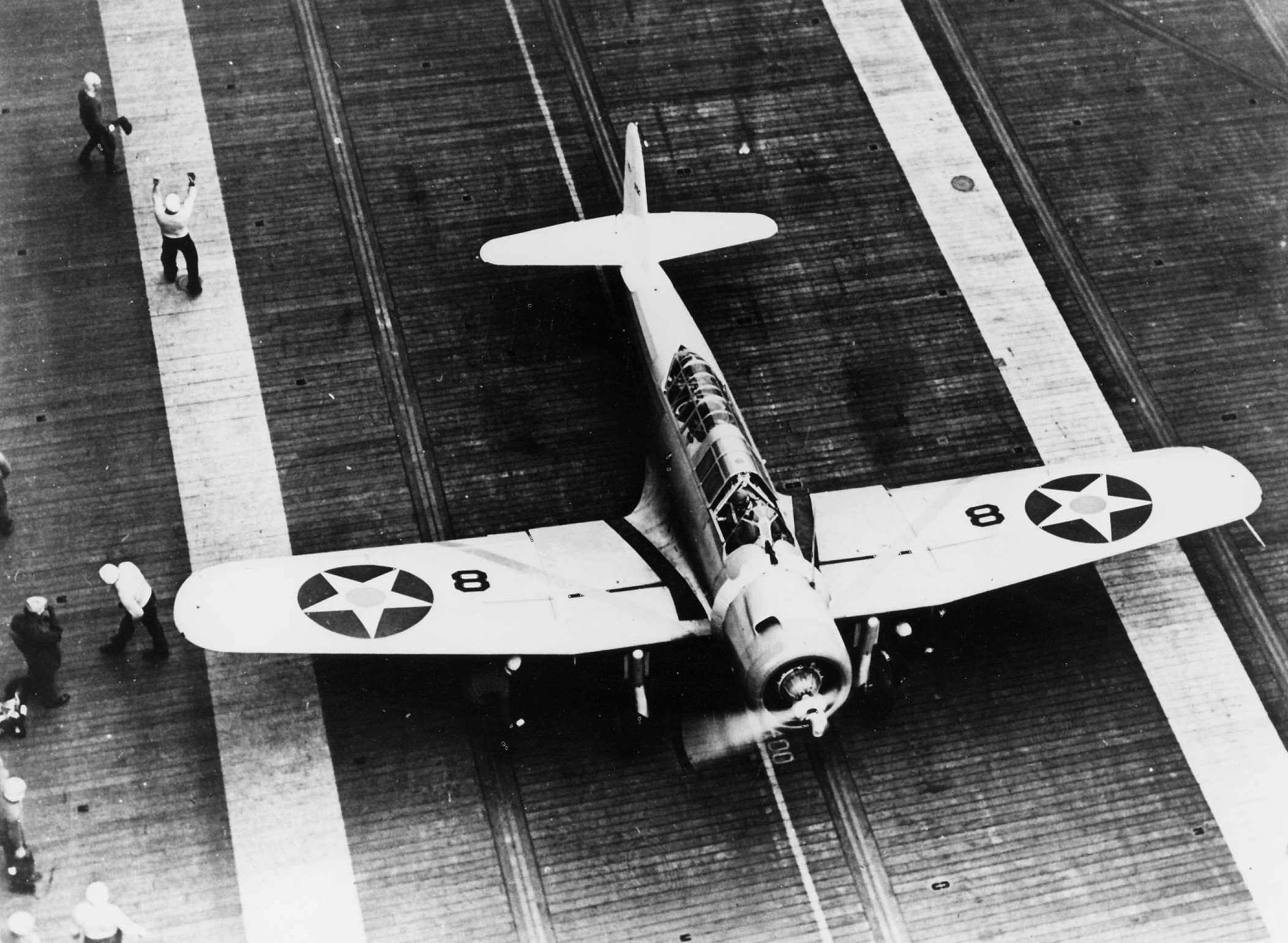
Uno SB2-1 appartenente allo Squadron VB-3, sul ponte della.

Consegnati ai reparti dell'US Navy a partire dal 1937, i Vindicator divennero operativi presso reparti imbarcati sulle portaerei USS Lexington, USS Saratoga, USS Ranger e USS Wasp. Già nel 1940 però, il velivolo era considerato obsoleto, in quanto troppo pesante rispetto alla potenza sviluppata dal motore.
I primi velivoli a vedere il combattimento furono i V-156 dell'Aéronautique navale che non ritenne di assegnarli ai reparti operativi sulla propria portaerei Béarn, ma li destinò a reparti operanti da basi a terra. Impiegati prevalentemente contro l'invasore tedesco (anche se non mancarono operazioni sul fronte italiano) subirono numerosi abbattimenti. Gli esemplari rimanenti, di cui alcuni caduti in mano tedesca, non furono rimessi in servizio.
Il secondo lotto di velivoli ordinati dalla Francia venne dirottato verso il Regno Unito a seguito della resa francese; il governo britannico li assegnò alla Fleet Air Arm che assegnò loro il nome di Chesapeake (nome della Baia di Chesapeake, al largo della quale si svolse una battaglia decisiva nella guerra d'indipendenza americana). Scherzosamente ribattezzati Cheesecake dagli equipaggi, 14 velivoli vennero assegnati alla portaerei di scorta HMS Archer. I Chesapeake, già nel novembre del 1941, vennero sostituiti nei reparti di prima linea dai Fairey Swordfish e destinati a ruoli di addestramento e traino bersagli.
Il Vindicator venne inoltre impiegato in combattimento dai reparti aerei della US Navy, nel contesto della Guerra del Pacifico; mentre alcuni esemplari risultarono distrutti al termine dell'attacco di Pearl Harbor, altri arrivarono a partecipare alla battaglia delle Midway prima di essere relegati a compiti di seconda linea e destinati, anche in questo caso, a compiti di addestramento.
A testimonianza della raggiunta obsolescenza, durante le ultime missioni di combattimento i Vindicators furono scherzosamente ribattezzati dagli equipaggi (spesso già abituati all'impiego di macchine più moderne) come Vibrators (vibratori) o Wind indicators (indicatori di vento).

## Versioni
- XSB2U-1: prototipo.

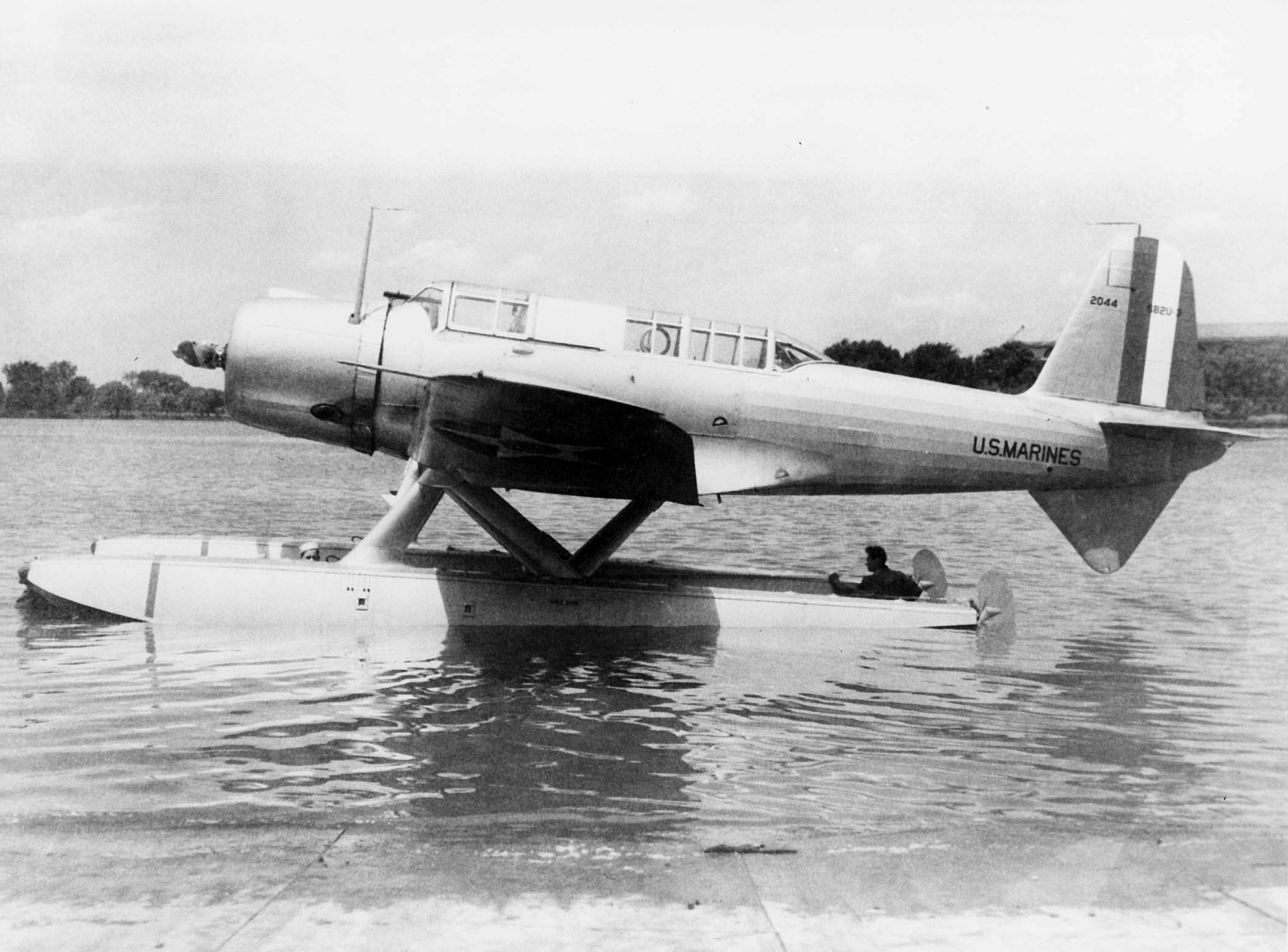
Una rara immagine del prototipo XSB2U-3.

- SB2U-1: prima versione di produzione in serie, realizzata in 54 esemplari.
- SB2U-2: versione realizzata in 58 esemplari.
- XSB2U-3: prototipo di versione idrovolante; conversione di un SB2U-2 e realizzata in un solo esemplare.
- SB2U-3: versione realizzata in 57 esemplari.
- V-156B: versione da esportazione destinata alla francese Marine nationale, realizzata in 24 esemplari.
- V-156B-1: versione da esportazione destinata alla britannica Fleet Air Arm, ridesignata localmente Chesapeake Mk.I e realizzata in 50 esemplari.

## Utilizzatori
Francia
- Aéronautique navale

 Regno Unito
- Fleet Air Arm

 Stati Uniti
- United States Navy
- United States Marine Corps

## Velivoli comparabili
Giappone
- Aichi D3A

 Regno Unito
- Blackburn Skua
- Fairey Barracuda

 Stati Uniti
- Curtiss SB2C Helldiver
- Douglas SBD Dauntless